# Tāne Mahuta
Tāne Mahuta – agatis nowozelandzki, największy żyjący przedstawiciel tego gatunku. Jego dokładny wiek nie jest znany, szacuje się, że drzewo ma 1250-2500 lat. Tāne Mahuta położone jest w lesie Waipoua w regionie Northland w Nowej Zelandii. Zostało odkryte w styczniu 1924 roku podczas wytyczania trasy New Zealand State Highway 12. 
Zostało ono nazwane na cześć maoryskiego boga lasów i ptaków – Tāne. Drzewo znane jest także jako Pan Lasu (ang. Lord of the Forest). 

## Opis
| Objętość drzewa | Objętość pnia | Obwód drzewa | Wysokość drzewa | Wysokość pnia |
| --------------- | ------------- | ------------ | --------------- | ------------- |
| 516,7 m³        | 255,5 m³      | 15,44 m      | 45,2 m          | 17,8 m        |

Drzewo zostało ostatni raz zmierzone w 2002 r. przez Roberta Van Pelt z University of Washington, wyniki jego pomiarów przedstawiono w tabeli. 
W 2013 r. podczas suszy w Nowej Zelandii 10 tys. litrów wody z pobliskiego strumienia zostało skierowane na Tāne Mahuta, ponieważ wykazywało objawy odwodnienia. 
W 2018 r. drzewo było zagrożone śmiertelną dla drzew kauri chorobą wywoływaną przez grzyby (kauri dieback). 